# Banco de la Reserva de Vanuatu
El Banco de Reserva de Vanuatu es el banco central de Vanuatu. Inicialmente fue conocido como el Banco Central de Vanuatu después de su independencia de Francia y el Reino Unido. 
El banco comenzó a operar el 1 de enero de 1981 y fue inicialmente responsable del cambio de divisas. Estableció el vatu como la moneda nacional para reemplazar la circulación del franco neohebridense y el dólar australiano. El banco también reemplazó el papel de Banque Indosuez Vanuatu. 
El nombre de la institución se cambió al Banco de Reserva de Vanuatu en mayo de 1989 y se amplió su responsabilidad sobre la industria bancaria nacional. 

## Papel
Las funciones, poderes y responsabilidades de la RBV se especifican en la Ley del Banco de Reserva de Vanuatu [CAP 125] de 1980. Los propósitos específicos de la RBV que se detallan en la Sección 3 de la Ley del Banco de la Reserva son: 
 Regular la emisión, suministro, disponibilidad e intercambio internacional de dinero; Supervisar y regular el negocio bancario y la extensión del crédito; Asesorar al Gobierno en materia bancaria y monetaria; Promover la estabilidad monetaria; Promover una estructura financiera sólida; Fomentar condiciones financieras conducentes al desarrollo económico ordenado y equilibrado de Vanuatu, y Regular y supervisar bancos nacionales e internacionales (offshore). 
 Es activo en la promoción de la política de inclusión financiera y es miembro de la Alianza para la Inclusión Financiera.

## Junta Directiva
Los nombramientos para el Consejo de Administración de la RBV se rigen por la Sección 8 de la Ley del Banco de la Reserva. 

### Miembros actuales
Miembros de la junta a partir de enero de 2016:
- Simeon Athy, gobernador (desde octubre de 2013)[3]
- Anatole Hymak
- Marakon Alilee
- Georges Maniuri
- Jimmy Nipo

### Miembros anteriores
- Tom Bayer (nombrado en junio de 2012)[4]
- Odo Tevi (abril de 2003 - abril de 2013)[5]